# Antarès (pomme)
Pour les articles homonymes, voir Antarès (homonymie).

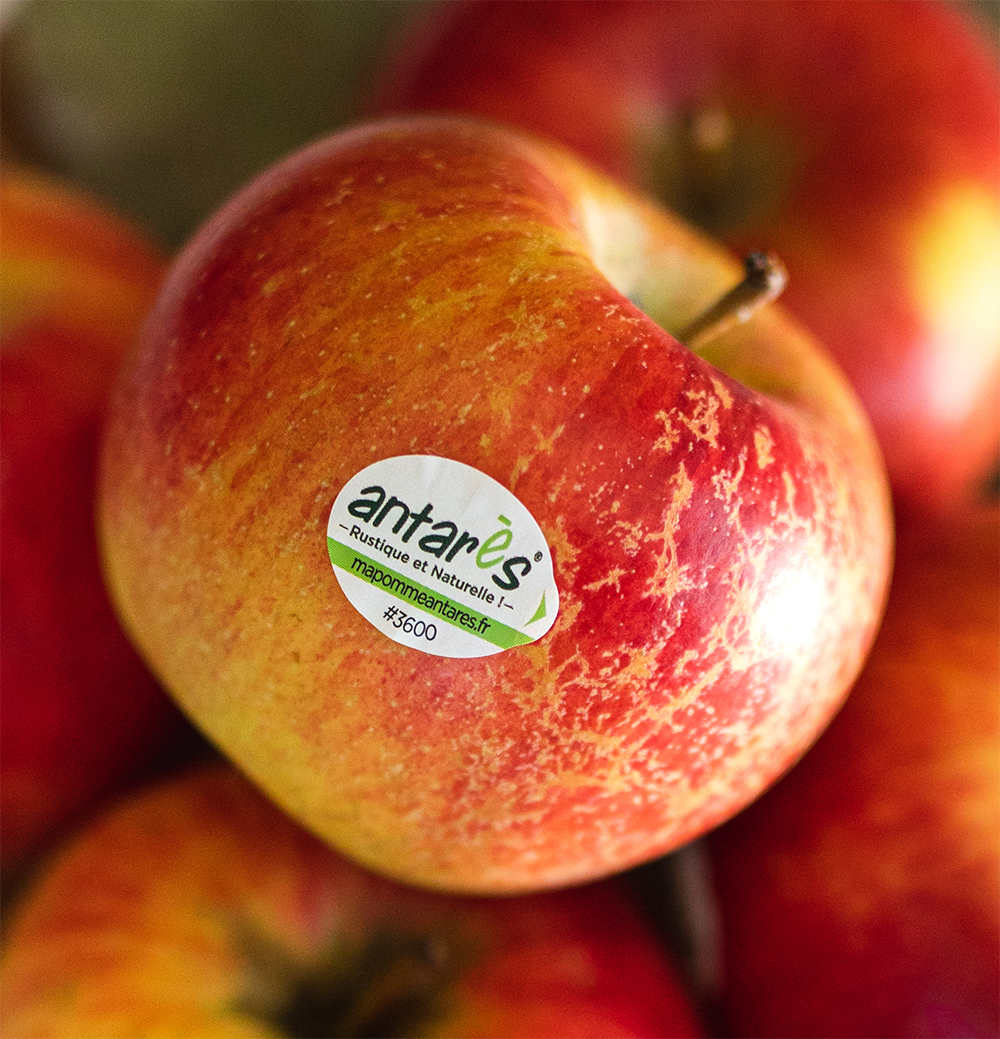
Pommes Antarès

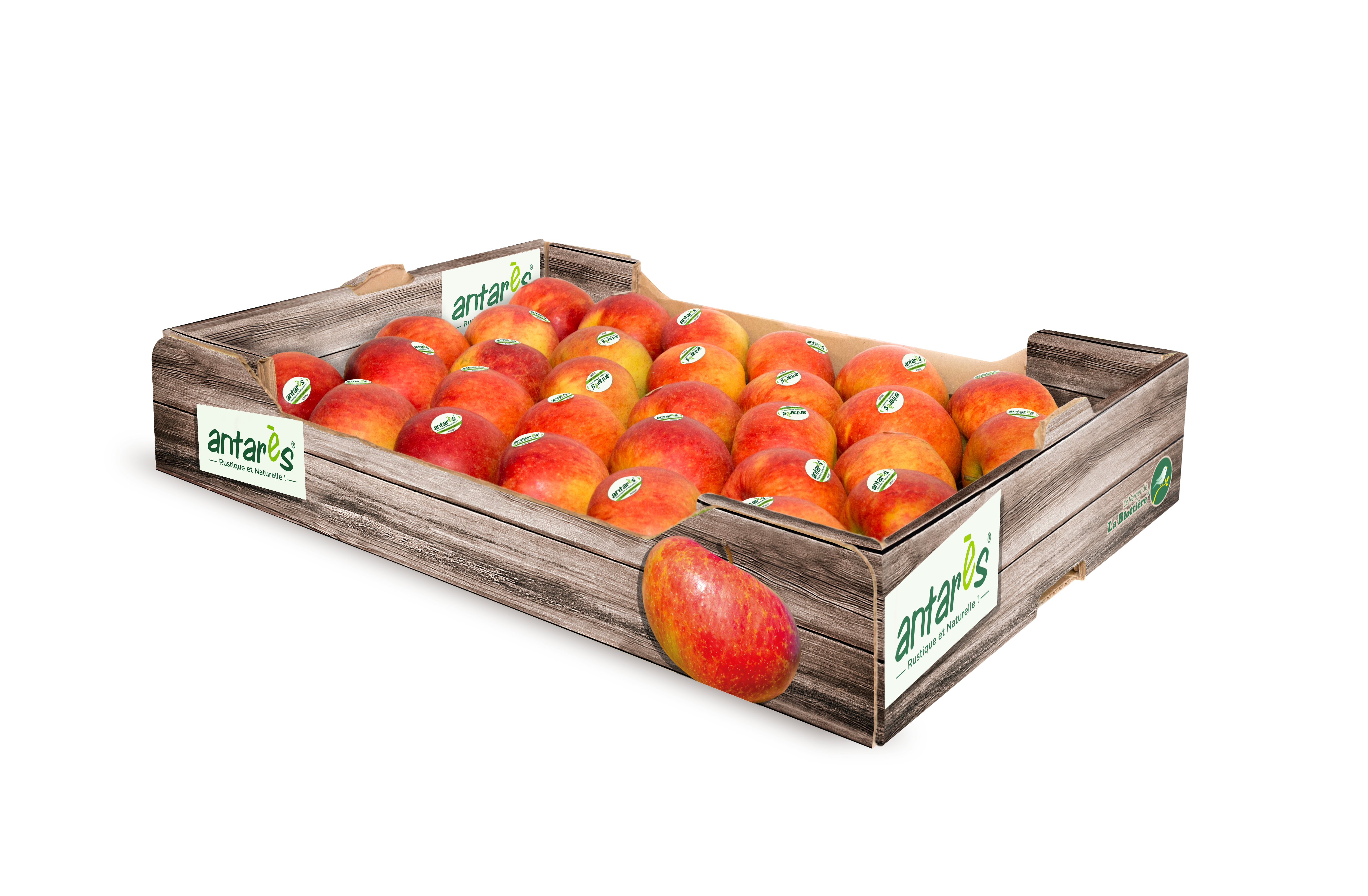
Plateau de pommes Antarès

Antarès est la marque commerciale d’une variété de pomme rustique et naturelle obtenue dans les années 1990 par l'INRA et commercialisée exclusivement par Le Verger de La Blottière.
Dalinbel est le cultivar de pommier domestique.
Nom botanique: Malus domestica Borkh dalinbel'

## Description

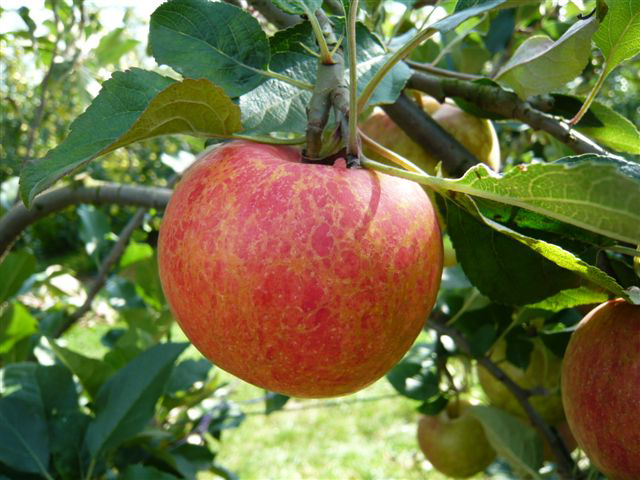
Antarès dans l'arbre

D’aspect rustique et marbrée rouge-orangée, la pomme Antarès a une chair très fine et un goût équilibré en sucre et en acidité qui rappelle la Reine des Reinettes.
Elle est décrite comme une pomme « qui fait penser à la pomme d’autrefois (…) que l’on avait dans notre jardin. »
Produite dans le respect de l'environnement, la pomme Antarès est certifiée 100% Vergers Ecoresponsables.

## Histoire
Antarès a été obtenue par l’INRA et la société DL-SNC Elaris. L’objectif était de créer une variété de pomme de bonne qualité gustative et nécessitant moins de traitements en verger.[réf. nécessaire]
Les premiers travaux de sélections ont commencé en 1985 en partenariat avec les pépinières DL-SNC Elaris.
La variété retenue dans les années 1990 a été inscrite au catalogue français des variétés en janvier 2000 et a été protégée par le dépôt d’un COV européen (Certificat d'obtention végétale) en octobre 2002 sous le nom Dalinbel cov.
Elle résulte d’un croisement entre les variétés Elstar et X3191.
Les premières parcelles d'Antarès ont été plantées en 2003 au Verger de La Blottière, à Saint Georges des Gardes dans le Maine et Loire.
La marque Antarès a été codéposée en 2003 en classe 31 par l’INRA et la société DL-SNC Elaris.
Depuis 2006, cette pomme est distribuée sur le marché français, de septembre à avril, sous le code PLU 3600.

## Culture
La variété Antarès est génétiquement résistante à la tavelure car elle est porteuse du gène Vf. Les vergers d’Antarès sont allégés de 50 à 70 % de traitements phytosanitaires contre ce champignon. Pour réduire encore les traitements, ces parcelles sont équipées de nichoirs à mésanges et à chauves-souris, des espèces qui se nourrissent des insectes parasites de la pomme.
La cueillette d’Antarès est effectuée manuellement début septembre en 4 à 5 passages.
Le potager du roi à Versailles accueille depuis février 2008 un plan d’Antarès.